# Mõisaküla (Muhu)
Koordinaten: 58° 40′ N, 23° 11′ O

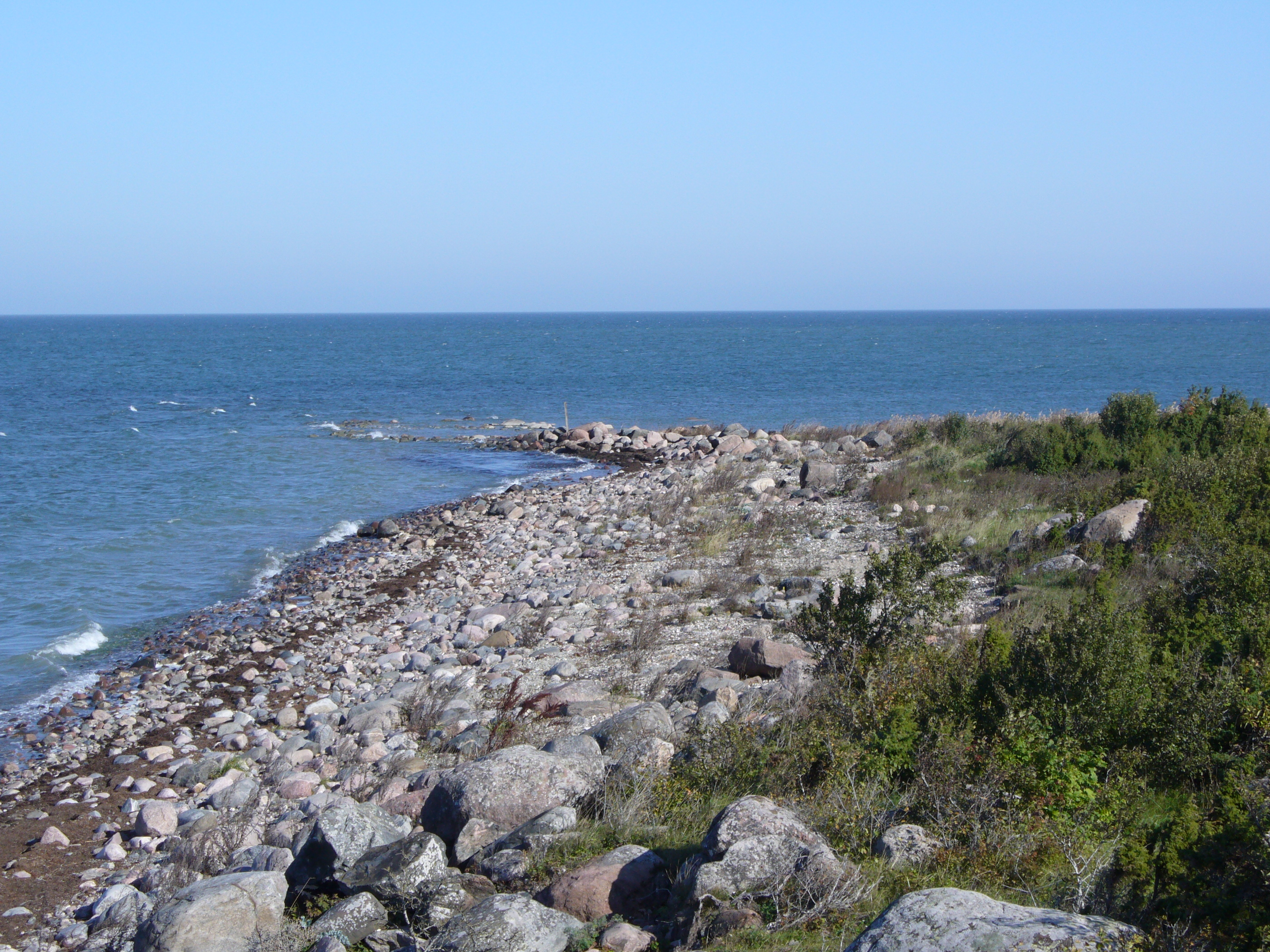
Blick auf die Landzunge Tammiskivi nukk

Mõisaküla (deutsch Moisaküla) ist ein Dorf (estnisch küla) auf der drittgrößten estnischen Insel Muhu. Es gehört zur gleichnamigen Landgemeinde (Muhu vald) im Kreis Saare (Saare maakond).

## Einwohnerschaft
Der Ort hat neun Einwohner (Stand 31. Dezember 2011).
Zum Gebiet des Dorfes gehört die nordwestlichste Landspitze der Insel Muhu, die Tammiski nukk.